# Leopold Cafe
Кафе Леопольд — ресторан в Мумбаи, Индия. Расположен возле отделения полиции района Колаба. 
26 ноября 2008 года во время атаки на Мумбай пострадал от действий террористов. Об обширном разрушении в кафе сообщила The Guardian: «Бандиты расстреляли популярный ресторан, посетители с пулевыми ранениями были доставлены больницу Кама в южном Мумбаи. Ресторан был повреждён и испещрён пулевыми отверстиями.»